# Алмейда Гарет
Алмейда Гарет (4 февруари 1799 - 9 декември 1854) е португалски писател, основоположник на романтизма в португалската литература. Най-интересни са неговите романтични драми с либерално-патриотични мотиви.